# Brassac (Tarn)
Pour les articles homonymes, voir Brassac.
Brassac [bʁa.sak] (en occitan Braçac [bra.'sak]) est une commune française, située aux portes du Sidobre dans le sud-est du département du Tarn en région Occitanie. Sur le plan historique et culturel, la commune est dans le Sidobre, un territoire granitique couverts de forêts, à l'est de Castres.
Exposée à un climat océanique altéré, elle est drainée par l'Agout, un bras de l'Agout, le ruisseau du Terral et par divers autres petits cours d'eau. Incluse dans le parc naturel régional du Haut-Languedoc, la commune possède un patrimoine naturel remarquable : un site Natura 2000 (Les « vallées du Tarn, de l'Aveyron, du Viaur, de l'Agout et du Gijou ») et six zones naturelles d'intérêt écologique, faunistique et floristique.
Brassac est une commune rurale qui compte 1 293 habitants en 2022.  Ses habitants sont appelés les Brassagais ou  Brassagaises.

## Géographie

### Localisation
Située au sud-est du département du Tarn, au creux de la vallée de l'Agout, Brassac est en bordure du massif granitique du Sidobre, sur le versant ouest des monts de Lacaune, dans le parc naturel régional du Haut-Languedoc.
Brassac est située à 15 km de Vabre, à 16 km d'Anglès, à 22 km de Lacaune, à 24 km de Castres et à 29 km de Mazamet.

### Communes limitrophes
Les communes limitrophes sont  Anglès, Fontrieu, Lasfaillades et Le Bez.
|        |              | Fontrieu |
| Le Bez | Brassac      |          |
|        | Lasfaillades | Anglès   |

### Voies de communication et transports
Le principal axe routier traversant la commune est la RD 622, l'ancienne RN 622).
La gare de Castres est la plus proche de Brassac, elle est située à 25 km du bourg.
La commune est desservie par la ligne 763 du réseau régional liO, la reliant à Castres et à Lacaune.

### Hydrographie
La commune est dans le bassin de la Garonne, au sein du bassin hydrographique Adour-Garonne. Elle est drainée par l'Agout, un bras de l'Agout, le ruisseau du Terral, un bras de l'Agout, le ruisseau de Costo Laxo, le ruisseau de Gimbrarié, le ruisseau de Gobert, le ruisseau de Ser, le ruisseau du Verdier, le ruisseau du Verdier, le ruisseau Scapirol et par divers petits cours d'eau, qui constituent un réseau hydrographique de 29 km de longueur totale,.
L'Agout, d'une longueur totale de 194,4 km, prend sa source dans la commune de Cambon-et-Salvergues et s'écoule d'est en ouest. Il traverse la commune et se jette dans le Tarn à Saint-Sulpice-la-Pointe, après avoir traversé 35 communes.

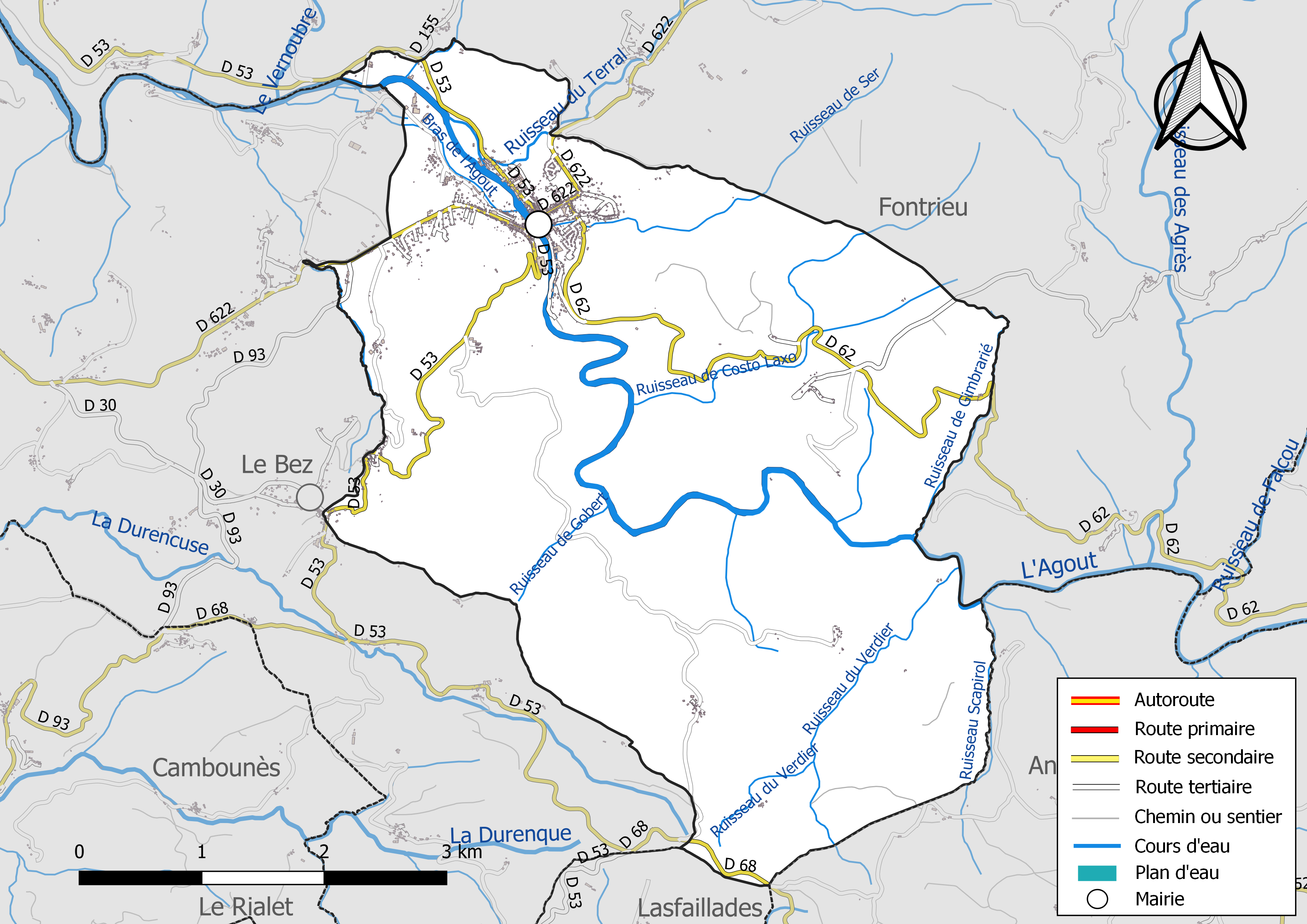
Réseaux hydrographique et routier de Brassac.

### Climat
Pour des articles plus généraux, voir Climat de l'Occitanie et Climat du Tarn.
En 2010, le climat de la commune est de type climat océanique altéré, selon une étude du Centre national de la recherche scientifique s'appuyant sur une série de données couvrant la période 1971-2000. En 2020, Météo-France publie une typologie des climats de la France métropolitaine dans laquelle la commune est toujours exposée à un climat océanique altéré et est dans une zone de transition entre les régions climatiques « Aquitaine, Gascogne » et « Provence, Languedoc-Roussillon ».
Pour la période 1971-2000, la température annuelle moyenne est de 11,4 °C, avec une amplitude thermique annuelle de 15,1 °C. Le cumul annuel moyen de précipitations est de 1 191 mm, avec 11,9 jours de précipitations en janvier et 6,2 jours en juillet. Pour la période 1991-2020, la température moyenne annuelle observée sur la station météorologique de Météo-France la plus proche, « Rouairoux », sur la commune de Rouairoux à 16 km à vol d'oiseau, est de 13,0 °C et le cumul annuel moyen de précipitations est de 1 653,1 mm. 
La température maximale relevée sur cette station est de 42 °C, atteinte le 13 août 2003 ; la température minimale est de −11,5 °C, atteinte le 9 février 2012,,.
Les paramètres climatiques de la commune ont été estimés pour le milieu du siècle (2041-2070) selon différents scénarios d'émission de gaz à effet de serre à partir des nouvelles projections climatiques de référence DRIAS-2020. Ils sont consultables sur un site dédié publié par Météo-France en novembre 2022.

### Milieux naturels et biodiversité

#### Espaces protégés
La protection réglementaire est le mode d’intervention le plus fort pour préserver des espaces naturels remarquables et leur biodiversité associée,.
La commune fait partie du parc naturel régional du Haut-Languedoc, créé en 1973 et d'une superficie de 307 184 ha, qui s'étend sur 118 communes et deux départements. Implanté de part et d’autre de la ligne de partage des eaux entre Océan Atlantique et mer Méditerranée, ce territoire est un véritable balcon dominant les plaines viticoles du Languedoc et les étendues céréalières du Lauragais,

#### Réseau Natura 2000

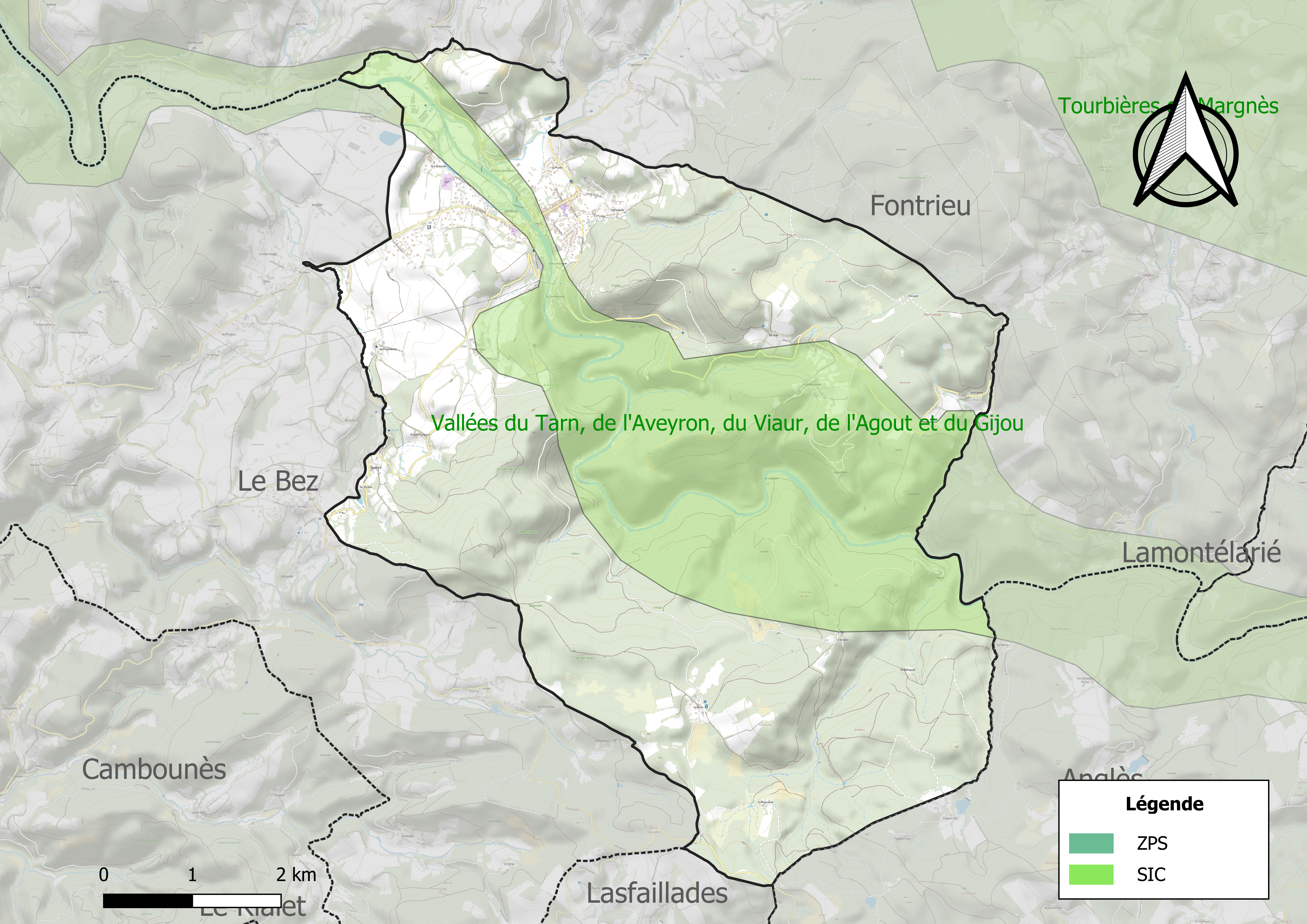
Site Natura 2000 sur le territoire communal.

Le réseau Natura 2000 est un réseau écologique européen de sites naturels d'intérêt écologique élaboré à partir des directives habitats et oiseaux, constitué de zones spéciales de conservation (ZSC) et de zones de protection spéciale (ZPS).
Un site Natura 2000 a été défini sur la commune au titre de la directive habitats : Les « vallées du Tarn, de l'Aveyron, du Viaur, de l'Agout et du Gijou », d'une superficie de 17 144 ha, s'étendant sur 136 communes dont 41 dans l'Aveyron, 8 en Haute-Garonne, 50 dans le Tarn et 37 dans le Tarn-et-Garonne. Elles présentent une très grande diversité d'habitats et d'espèces dans ce vaste réseau de cours d'eau et de gorges. La présence de la Loutre d'Europe et de la moule perlière d'eau douce est également d'un intérêt majeur.

#### Zones naturelles d'intérêt écologique, faunistique et floristique
L’inventaire des zones naturelles d'intérêt écologique, faunistique et floristique (ZNIEFF) a pour objectif de réaliser une couverture des zones les plus intéressantes sur le plan écologique, essentiellement dans la perspective d’améliorer la connaissance du patrimoine naturel national et de fournir aux différents décideurs un outil d’aide à la prise en compte de l’environnement dans l’aménagement du territoire.
Trois ZNIEFF de type 1 sont recensées sur la commune :
- la « rivière Agoût entre le barrage de Ponviel et Brassac » (80 ha), couvrant 4 communes du département[20] ;
- les « sagnes de Coujou, du Viala et du Pas de Rieu » (27 ha)[21] ;
- les « sagnes du ruisseau de Costo Laxo » (33 ha), couvrant 2 communes du département[22] ;

et trois ZNIEFF de type 2, : 
- les « sagnes du plateau d'Anglès et bassin versant de l'Arn » (9 725 ha), couvrant 10 communes dont deux dans l'Hérault et huit dans le Tarn[23] ;
- la « vallée de l'Agoût de Brassac à Burlats et vallée du Gijou » (15 868 ha), couvrant 17 communes du département[24] ;
- les « zones humides des Monts de Lacaune » (10 888 ha), couvrant 9 communes dont une dans l'Hérault et huit dans le Tarn[25].

Carte des ZNIEFF de type 1 et 2 à Brassac.
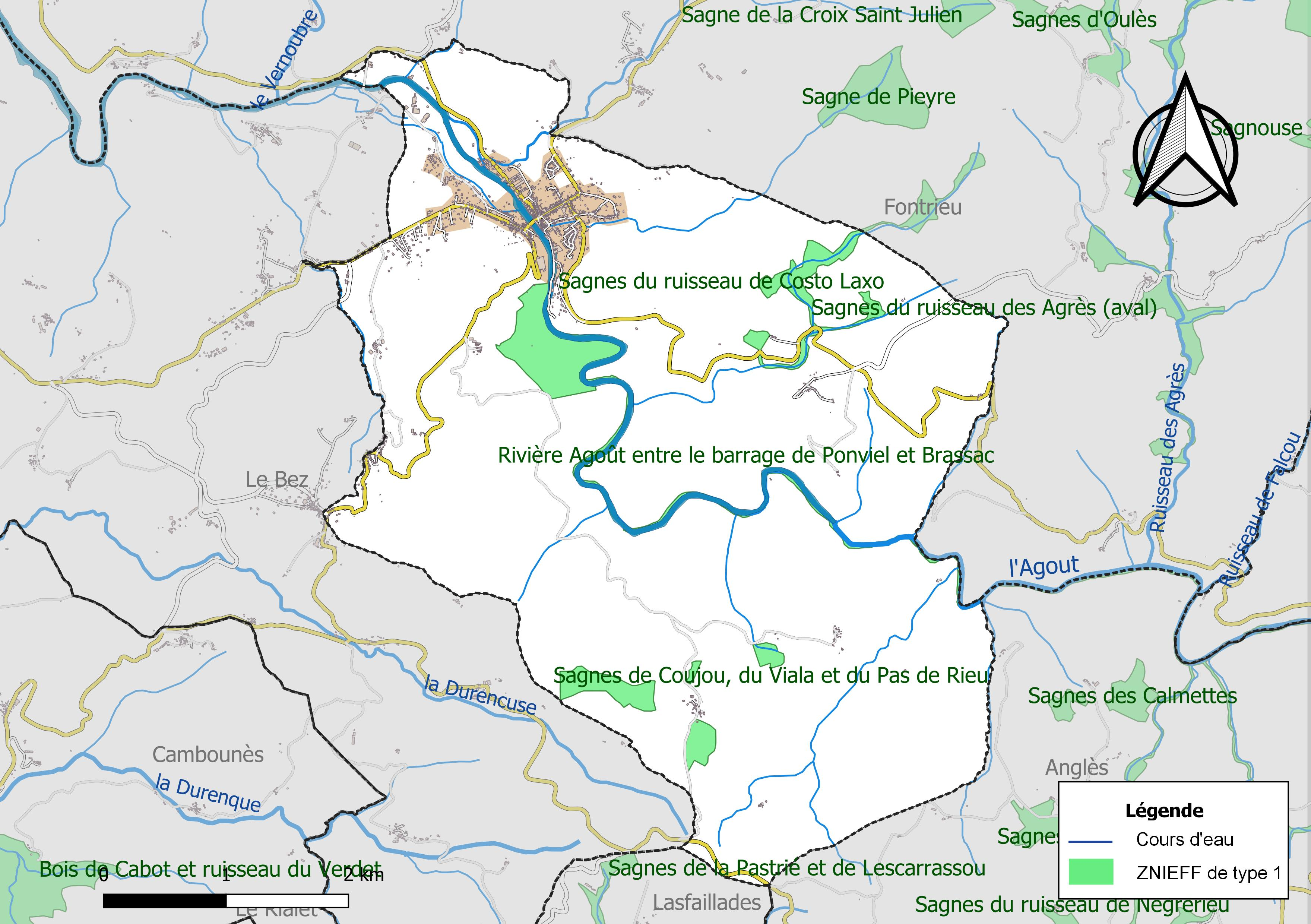
Carte des ZNIEFF de type 1 sur la commune.
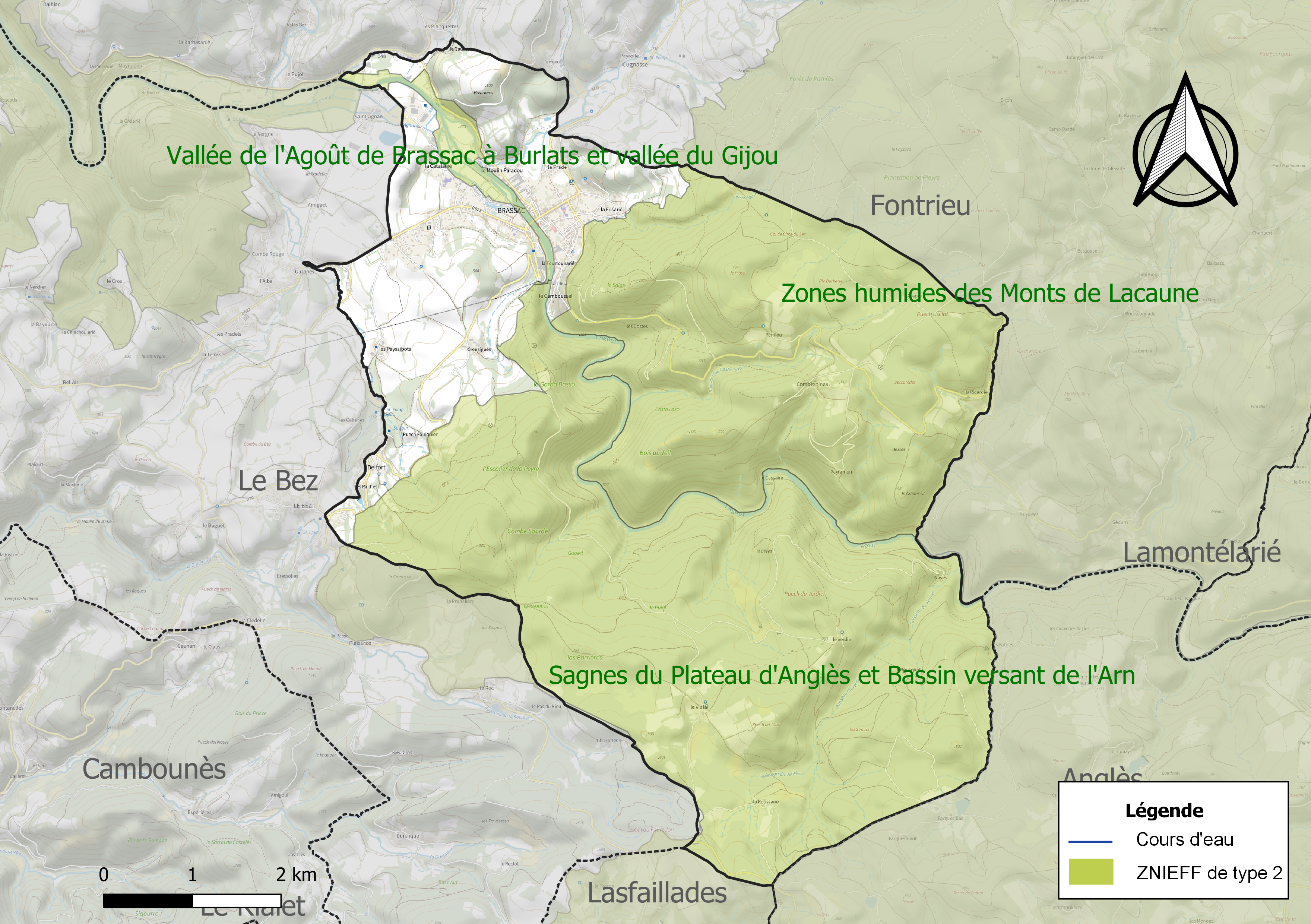
Carte des ZNIEFF de type 2 sur la commune.

## Urbanisme

### Typologie
Au 1er janvier 2024, Brassac est catégorisée bourg rural, selon la nouvelle grille communale de densité à sept niveaux définie par l'Insee en 2022.
Elle est située hors unité urbaine et hors attraction des villes,.

### Occupation des sols
L'occupation des sols de la commune, telle qu'elle ressort de la base de données européenne d’occupation biophysique des sols Corine Land Cover (CLC), est marquée par l'importance des forêts et milieux semi-naturels (75,3 % en 2018), une proportion sensiblement équivalente à celle de 1990 (76 %). La répartition détaillée en 2018 est la suivante : 
forêts (74,3 %), prairies (15,1 %), zones agricoles hétérogènes (5,8 %), zones urbanisées (3,7 %), milieux à végétation arbustive et/ou herbacée (1 %). L'évolution de l’occupation des sols de la commune et de ses infrastructures peut être observée sur les différentes représentations cartographiques du territoire : la carte de Cassini (XVIIIe siècle), la carte d'état-major (1820-1866) et les cartes ou photos aériennes de l'IGN pour la période actuelle (1950 à aujourd'hui).

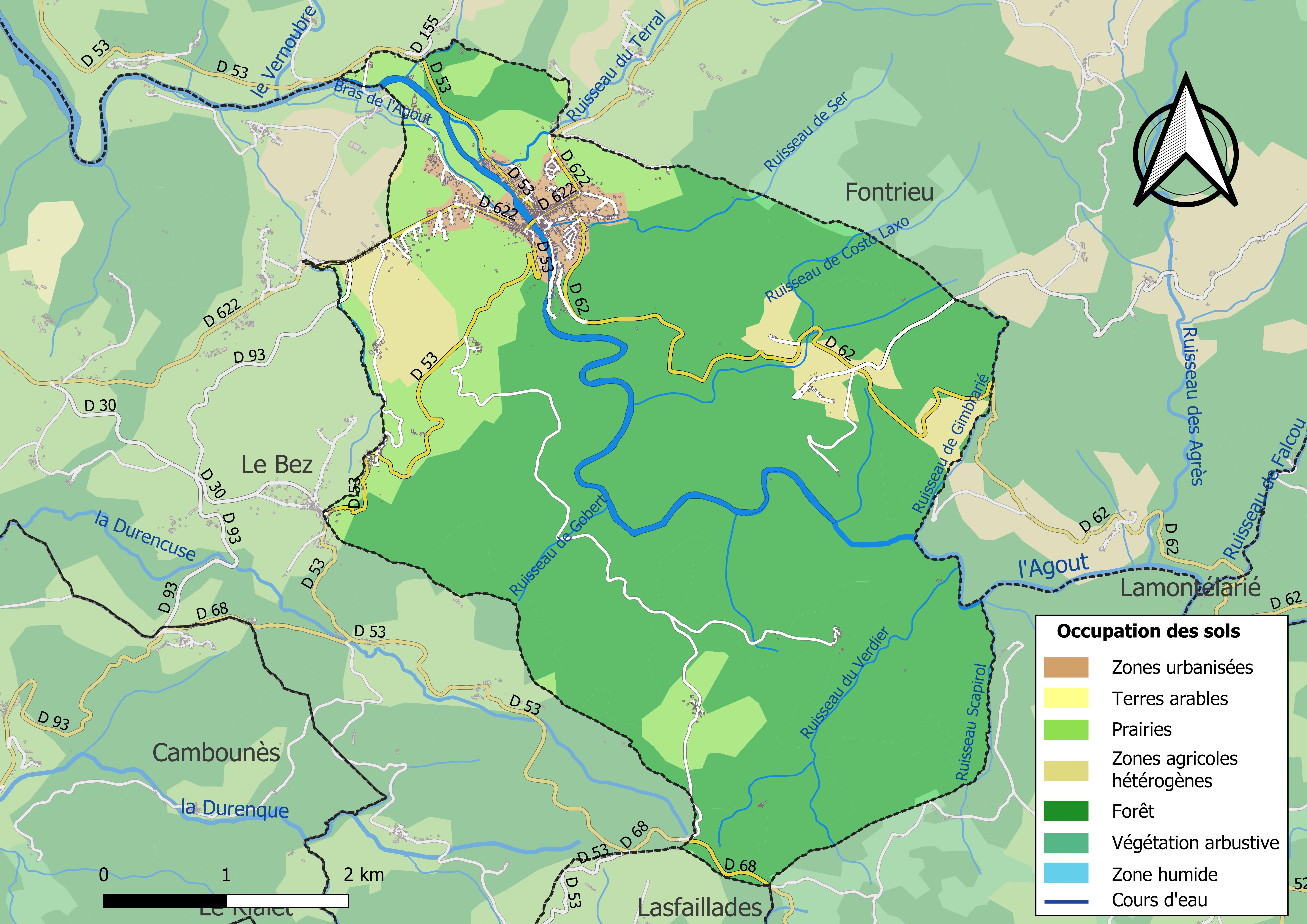
Carte des infrastructures et de l'occupation des sols de la commune en 2018 (CLC).

### Risques majeurs
Le territoire de la commune de Brassac est vulnérable à différents aléas naturels : météorologiques (tempête, orage, neige, grand froid, canicule ou sécheresse), inondations, feux de forêts, mouvements de terrains et séisme (sismicité très faible). Il est également exposé à deux risques technologiques,  le transport de matières dangereuses et la rupture d'un barrage, et à un risque particulier : le risque de radon. Un site publié par le BRGM permet d'évaluer simplement et rapidement les risques d'un bien localisé soit par son adresse soit par le numéro de sa parcelle.

#### Risques naturels
Certaines parties du territoire communal sont susceptibles d’être affectées par le risque d’inondation par débordement de cours d'eau, notamment l'Agout. La cartographie des zones inondables en ex-Midi-Pyrénées réalisée dans le cadre du XIe Contrat de plan État-région, visant à informer les citoyens et les décideurs sur le risque d’inondation, est accessible sur le site de la DREAL Occitanie. La commune a été reconnue en état de catastrophe naturelle au titre des dommages causés par les inondations et coulées de boue survenues en 1982, 1995, 1996, 1999, 2017 et 2020,.
Brassac est exposée au risque de feu de forêt du fait de la présence sur son territoire. En 2022, il n'existe pas de Plan de Prévention des Risques incendie de forêt (PPRif). Le débroussaillement aux abords des maisons constitue l’une des meilleures protections pour les particuliers contre le feu,.

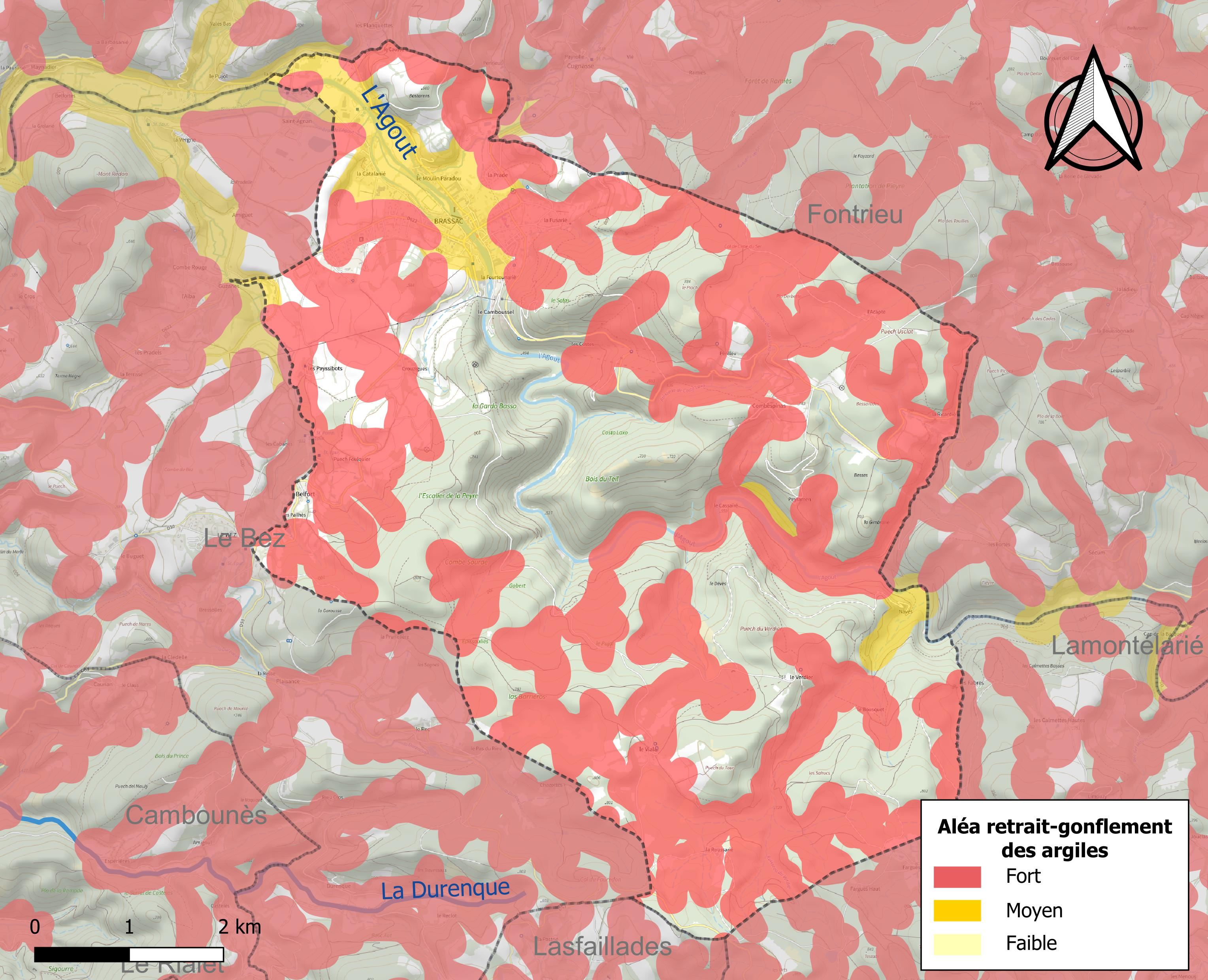
Carte des zones d'aléa retrait-gonflement des sols argileux de Brassac.

La commune est vulnérable au risque de mouvements de terrains constitué principalement du retrait-gonflement des sols argileux. Cet aléa est susceptible d'engendrer des dommages importants aux bâtiments en cas d’alternance de périodes de sécheresse et de pluie. 57,5 % de la superficie communale est en aléa moyen ou fort (76,3 % au niveau départemental et 48,5 % au niveau national). Sur les 773 bâtiments dénombrés sur la commune en 2019, 720 sont en aléa moyen ou fort, soit 93 %, à comparer aux 90 % au niveau départemental et 54 % au niveau national. Une cartographie de l'exposition du territoire national au retrait gonflement des sols argileux est disponible sur le site du BRGM,.
Par ailleurs, afin de mieux appréhender le risque d’affaissement de terrain, l'inventaire national des cavités souterraines permet de localiser celles situées sur la commune.

#### Risques technologiques
Le risque de transport de matières dangereuses sur la commune est lié à sa traversée par des infrastructures routières ou ferroviaires importantes ou la présence d'une canalisation de transport d'hydrocarbures. Un accident se produisant sur de telles infrastructures est susceptible d’avoir des effets graves sur les biens, les personnes ou l'environnement, selon la nature du matériau transporté. Des dispositions d’urbanisme peuvent être préconisées en conséquence.
La commune est en outre située en aval d'un barrage de classe A. À ce titre elle est susceptible d’être touchée par l’onde de submersion consécutive à la rupture de cet ouvrage.

#### Risque particulier
Dans plusieurs parties du territoire national, le radon, accumulé dans certains logements ou autres locaux, peut constituer une source significative d’exposition de la population aux rayonnements ionisants. Certaines communes du département sont concernées par le risque radon à un niveau plus ou moins élevé. Selon la classification de 2018, la commune de Brassac est classée en zone 3, à savoir zone à potentiel radon significatif.

## Toponymie
En occitan, la commune est appelée Braçac.

## Histoire

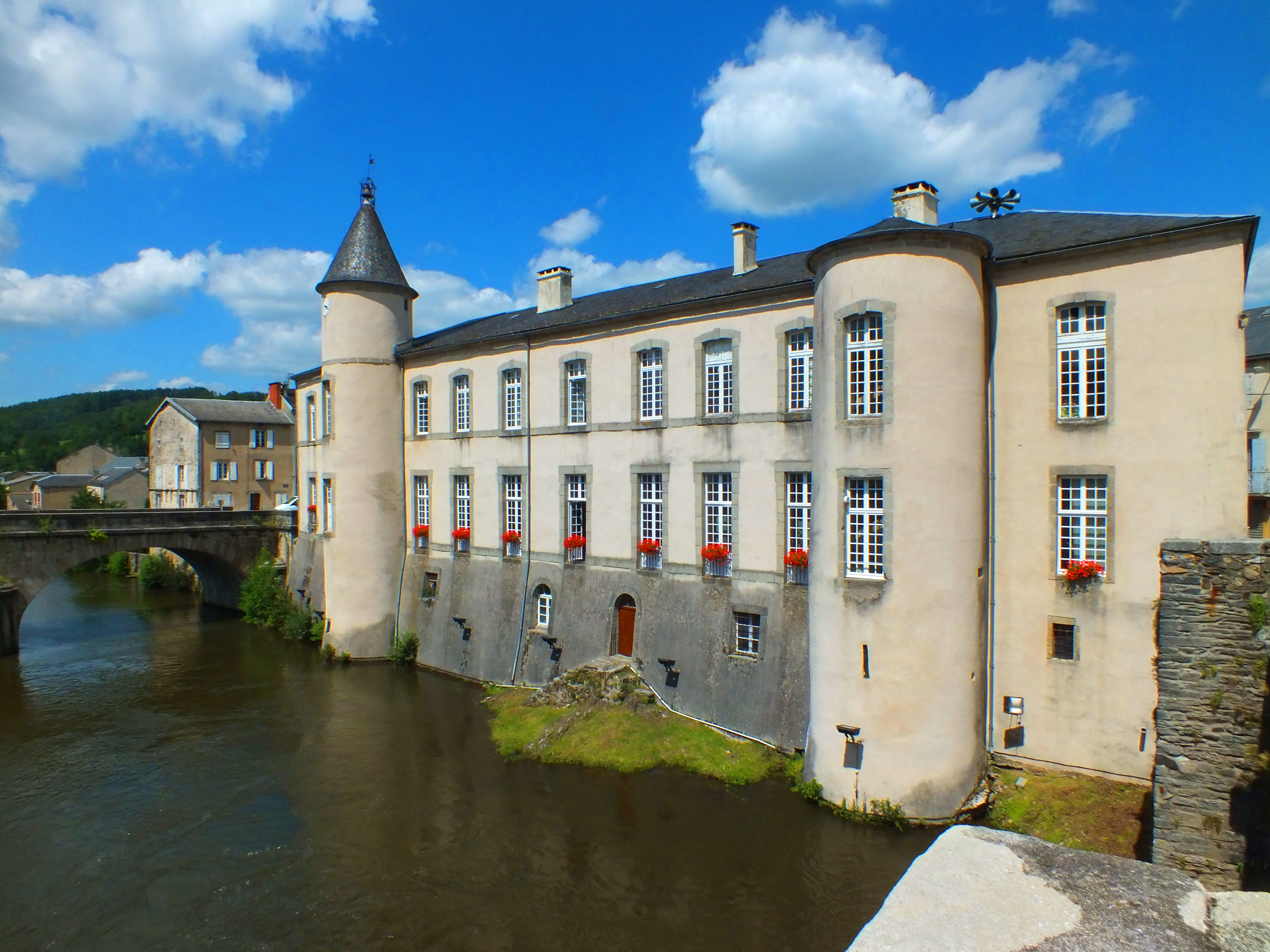
Mairie.

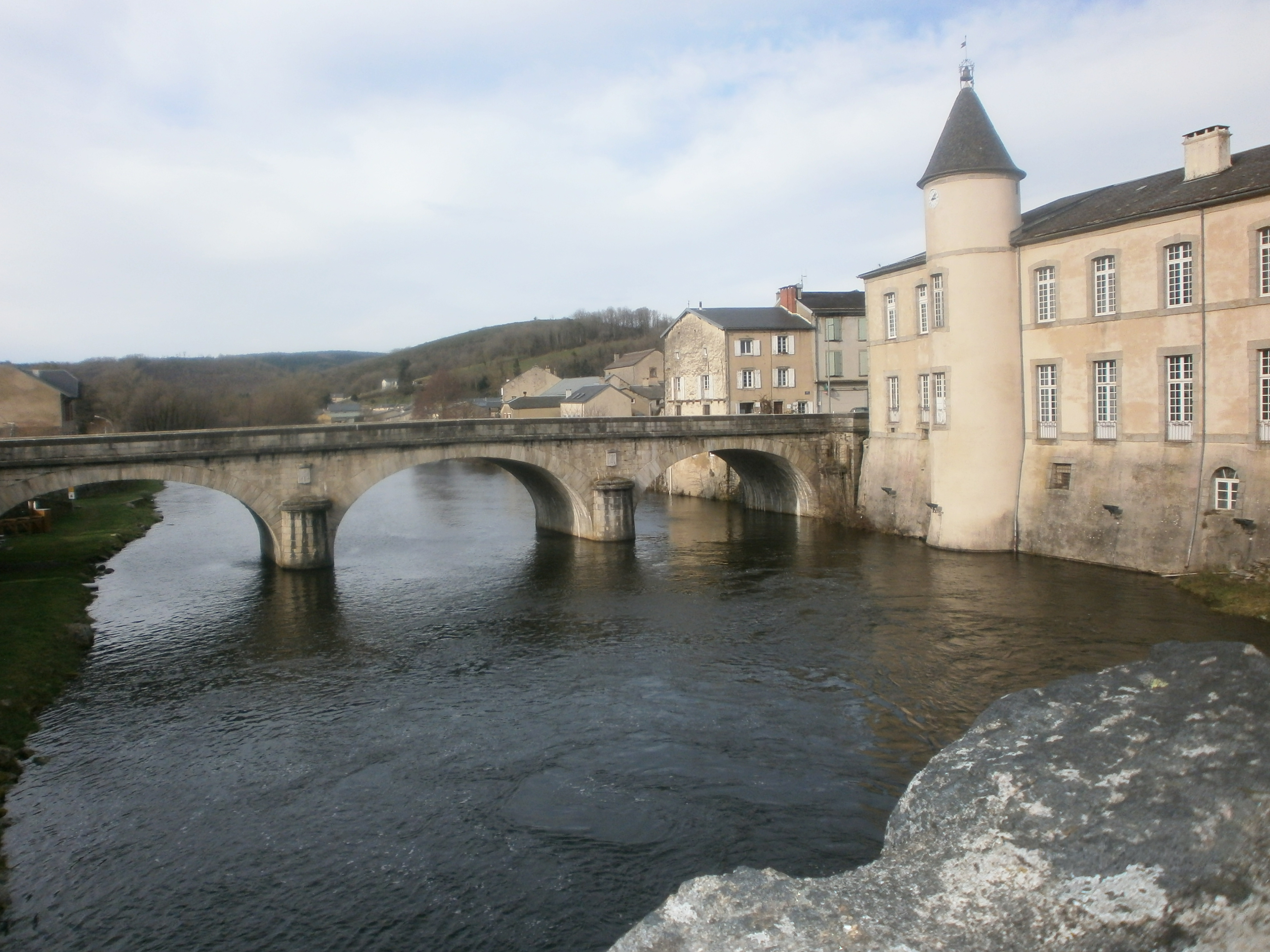
Mairie de Brassac et pont neuf en 2025

Brassac  est une commune fondée au XIIIe siècle par Eudes, seigneur de Bonnéry.
Subsistent un pont médiéval ("pont vieux de Brassac") et deux châteaux.
Brassac de Belfourtés a absorbé Brassac-de-Castelnau entre 1790 et 1794. La commune fusionnée a pris le nom de Brassac.
La ville se développe au XIXe siècle grâce au textile (laine).

## Héraldique
| Blason de Brassac | Blason  | Deux écus accolés : - de gueules palissé d'argent de deux pièces et demie (Brassac de Castelnau), commune annexée à la fin du XVIIIe siècle, - cinq points de sinople équipolés à quatre d'or (Brassac de Belfortès). |
| Blason de Brassac | Détails | Le statut officiel du blason reste à déterminer. |

### Tendances politiques et résultats

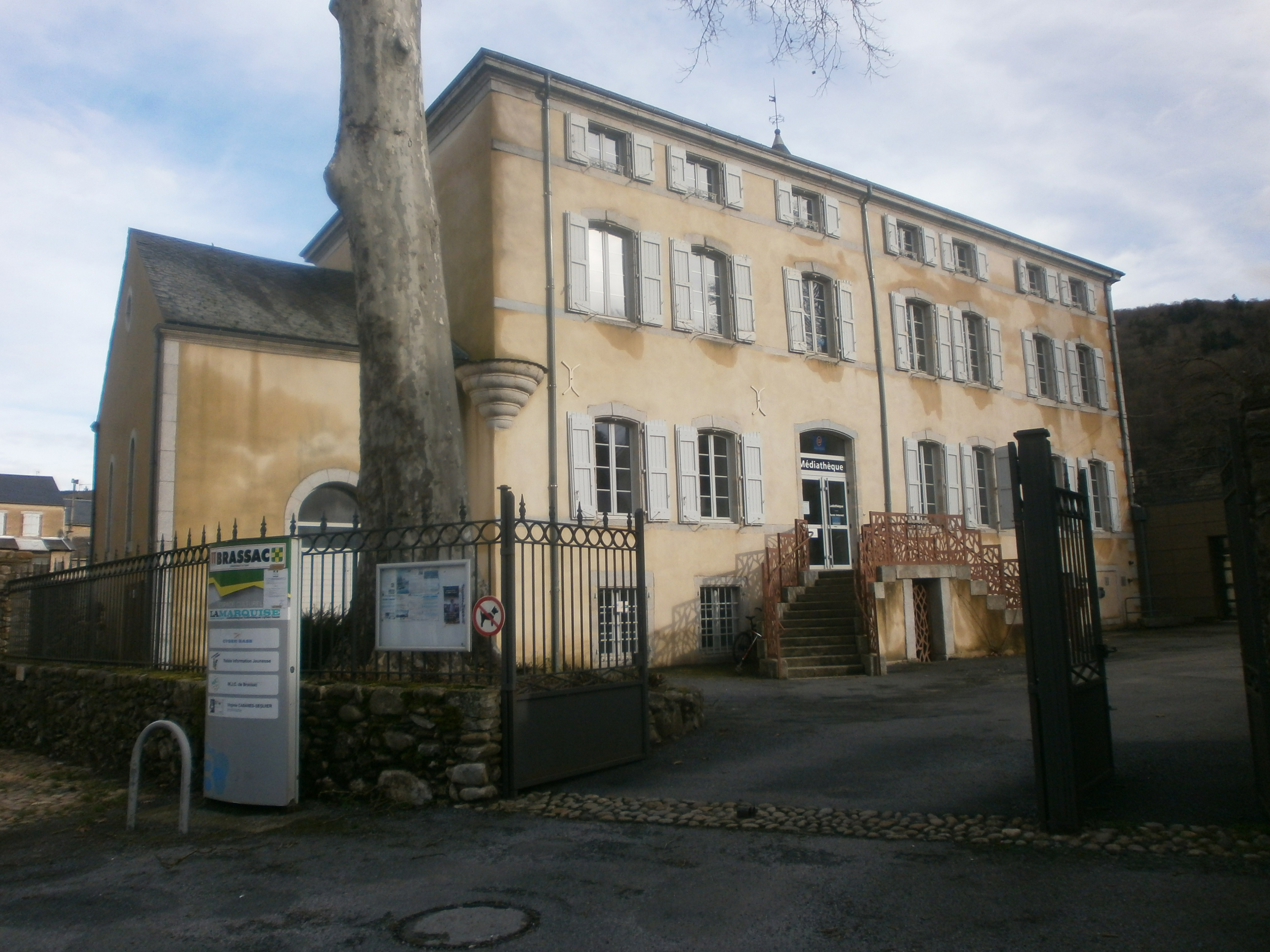
Entrée du parc de la marquise en 2025

## Politique et administration

### Liste des maires
| Période   | Période   | Identité            | Étiquette | Qualité                                                 |
| --------- | --------- | ------------------- | --------- | ------------------------------------------------------- |
| 1960      | mars 2001 | Max Caminade        | DVD       | Agent d'assurances, conseiller général                  |
| mars 2001 | mars 2014 | Damien Cros         |           | Enseignant, vice-président de la communauté de communes |
| mars 2014 | En cours  | Jean-Claude Guiraud |           | Médecin généraliste                                     |

## Démographie

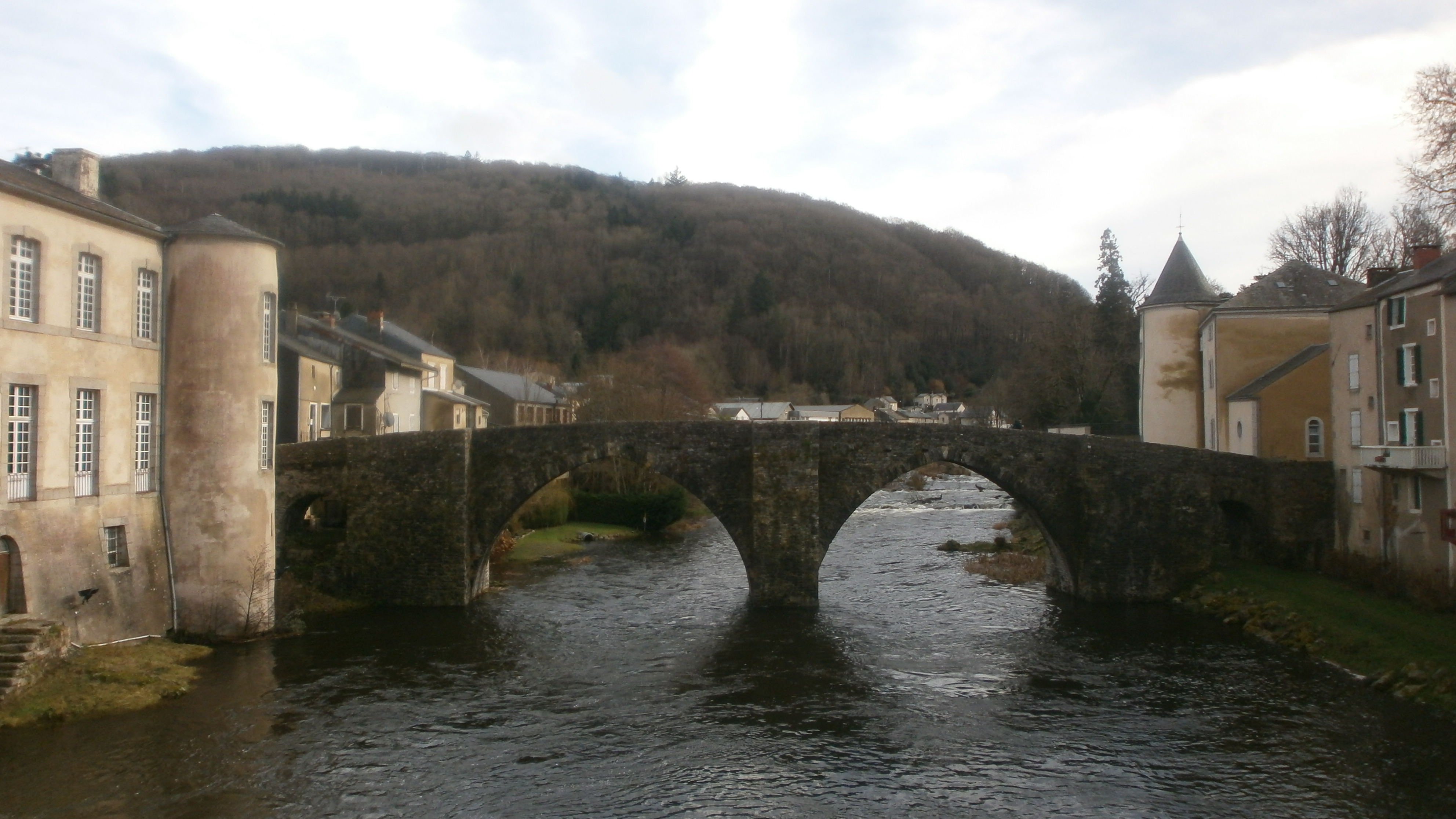
Mairie à gauche, Pont vieux au centre et Château de la marquise à droite en 2025

| 1793  | 1800  | 1806  | 1821  | 1831  | 1836  | 1841  | 1846  | 1851  |
| ----- | ----- | ----- | ----- | ----- | ----- | ----- | ----- | ----- |
| 1 500 | 1 149 | 1 478 | 1 616 | 1 875 | 1 759 | 2 055 | 2 226 | 2 229 |

| 1856  | 1861  | 1866  | 1872  | 1876  | 1881  | 1886  | 1891  | 1896  |
| ----- | ----- | ----- | ----- | ----- | ----- | ----- | ----- | ----- |
| 1 646 | 2 016 | 2 032 | 2 025 | 2 149 | 2 168 | 2 223 | 2 138 | 2 006 |

| 1901  | 1906  | 1911  | 1921  | 1926  | 1931  | 1936  | 1946  | 1954  |
| ----- | ----- | ----- | ----- | ----- | ----- | ----- | ----- | ----- |
| 1 997 | 1 925 | 1 909 | 1 693 | 1 668 | 1 582 | 1 566 | 1 576 | 1 597 |

| 1962  | 1968  | 1975  | 1982  | 1990  | 1999  | 2004  | 2006  | 2009  |
| ----- | ----- | ----- | ----- | ----- | ----- | ----- | ----- | ----- |
| 1 578 | 1 611 | 1 629 | 1 671 | 1 539 | 1 427 | 1 430 | 1 438 | 1 396 |

| 2014  | 2019  | 2022  | - | - | - | - | - | - |
| ----- | ----- | ----- | - | - | - | - | - | - |
| 1 298 | 1 305 | 1 293 | - | - | - | - | - | - |

| selon la population municipale des années : | 1968 | 1975 | 1982 | 1990 | 1999 | 2006 | 2009 | 2013 |
| Rang de la commune dans le département      | 29   | 31   | 37   | 41   | 46   | 48   | 51   | 54   |
| Nombre de communes du département           | 326  | 324  | 324  | 324  | 324  | 323  | 323  | 323  |

## Économie

### Revenus
En 2018, la commune compte 610 ménages fiscaux, regroupant 1 250 personnes. La médiane du revenu disponible par unité de consommation est de 19 900 € (20 400 € dans le département).

### Emploi
|                | 2008  | 2013  | 2018   |
| -------------- | ----- | ----- | ------ |
| Commune        | 8,6 % | 9,7 % | 10,5 % |
| Département    | 8,2 % | 9,9 % | 10 %   |
| France entière | 8,3 % | 10 %  | 10 %   |

En 2018, la population âgée de 15 à 64 ans s'élève à 709 personnes, parmi lesquelles on compte 79,7 % d'actifs (69,2 % ayant un emploi et 10,5 % de chômeurs) et 20,3 % d'inactifs,. Depuis 2008, le taux de chômage communal (au sens du recensement) des 15-64 ans est supérieur à celui de la France et du département.
La commune est hors attraction des villes,. Elle compte 700 emplois en 2018, contre 678 en 2013 et 652 en 2008. Le nombre d'actifs ayant un emploi résidant dans la commune est de 497, soit un indicateur de concentration d'emploi de 140,8 % et un taux d'activité parmi les 15 ans ou plus de 50,7 %.
Sur ces 497 actifs de 15 ans ou plus ayant un emploi, 275 travaillent dans la commune, soit 55 % des habitants. Pour se rendre au travail, 73,3 % des habitants utilisent un véhicule personnel ou de fonction à quatre roues, 2,2 % les transports en commun, 15,8 % s'y rendent en deux-roues, à vélo ou à pied et 8,7 % n'ont pas besoin de transport (travail au domicile).

### Activités hors agriculture

#### Secteurs d'activités
130 établissements sont implantés  à Brassac au 31 décembre 2019. Le tableau ci-dessous en détaille le nombre par secteur d'activité et compare les ratios avec ceux du département,.
| Secteur d'activité                                                                                        | Commune | Commune | Département |
| Secteur d'activité                                                                                        | Nombre  | %       | %           |
| --- | ------- | ------- | ----------- |
| Ensemble                                                                                                  | 130     |         |             |
| Industrie manufacturière, industries extractives et autres                                                | 20      | 15,4 %  | (13 %)      |
| Construction                                                                                              | 14      | 10,8 %  | (12,5 %)    |
| Commerce de gros et de détail, transports, hébergement et restauration                                    | 45      | 34,6 %  | (26,7 %)    |
| Activités financières et d'assurance                                                                      | 4       | 3,1 %   | (3,3 %)     |
| Activités immobilières                                                                                    | 2       | 1,5 %   | (4,2 %)     |
| Activités spécialisées, scientifiques et techniques et activités de services administratifs et de soutien | 10      | 7,7 %   | (13,8 %)    |
| Administration publique, enseignement, santé humaine et action sociale                                    | 26      | 20 %    | (15,5 %)    |
| Autres activités de services                                                                              | 9       | 6,9 %   | (9 %)       |

Le secteur du commerce de gros et de détail, des transports, de l'hébergement et de la restauration est prépondérant sur la commune puisqu'il représente 34,6 % du nombre total d'établissements de la commune (45 sur les 130 entreprises implantées  à Brassac), contre 26,7 % au niveau départemental.

#### Entreprises et commerces
Les cinq entreprises ayant leur siège social sur le territoire communal qui génèrent le plus de chiffre d'affaires en 2020 sont : 
- Filatures Du Parc, préparation de fibres textiles et filature (4 422 k€)
- ODC Fermetures, travaux de menuiserie bois et PVC (725 k€)
- Brassac'auto, entretien et réparation de véhicules automobiles légers (718 k€)
- Forestiere D'occitanie - Fordocc, exploitation forestière (705 k€)
- Fournie, réparation d'appareils électroménagers et d'équipements pour la maison et le jardin (185 k€)

### Agriculture
|               | 1988 | 2000 | 2010 | 2020 |
| ------------- | ---- | ---- | ---- | ---- |
| Exploitations | 28   | 17   | 10   | 9    |
| SAU (ha)      | 526  | 461  | 390  | 481  |

La commune est dans les Monts de Lacaune, une petite région agricole située dans le sud-est du département du Tarn. Entre bocages et forêt, cette zone est dédiée à l’élevage de ruminants de races à viande ou laitières. Sur les plus hauts plateaux, de nombreux élevages de brebis laitières produisent le lait destiné à la fabrication du roquefort. En 2020, l'orientation technico-économique de l'agriculture  sur la commune est l'élevage bovin, orientation mixte lait et viande. Neuf exploitations agricoles ayant leur siège dans la commune sont dénombrées lors du recensement agricole de 2020 (28 en 1988). La superficie agricole utilisée est de 481 ha,,.

## Culture locale et patrimoine

### Lieux et monuments
- Vieux pont (XIIe siècle).
- Châteaux (château de l'hôtel de ville et château de la marquise).
- L'église Saint-Georges actuelle remplace l'ancienne église de Brassac qui avait été désaffectée en janvier 1899 car trop délabrée. La nouvelle église a été consacrée en 1923. Elle avait été construite suivant un plan approuvé en 1910. Les fenêtres de l'église ont des verrières réalisées par le peintre-verrier de Gaillac Joseph Fauré - 1883-1967), fils du peintre-verrier Henri Fauré (1836-1911)[51].
- Temple protestant de Brassac.
- Circuit historique balisé dans le village.

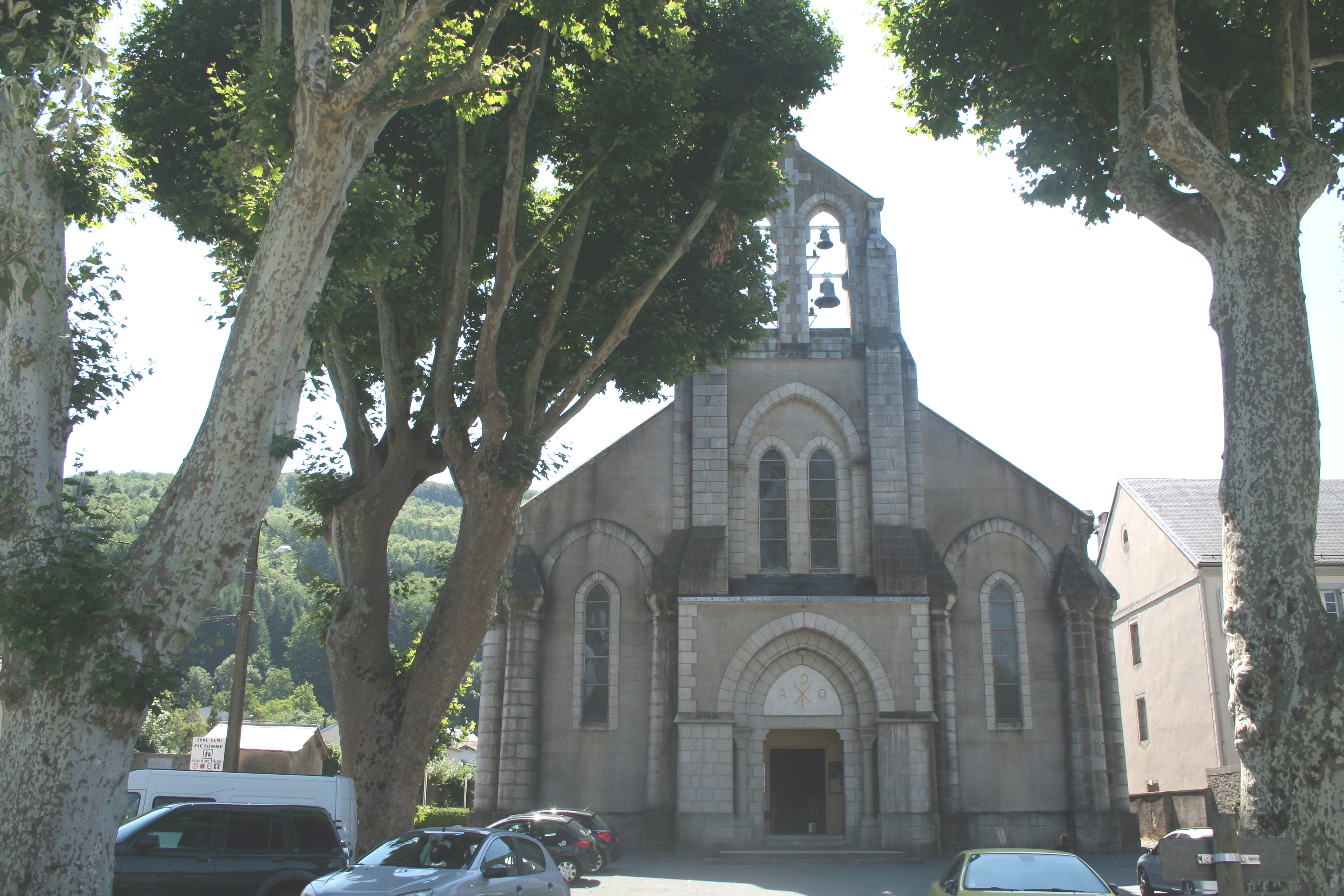
Église Saint-Georges
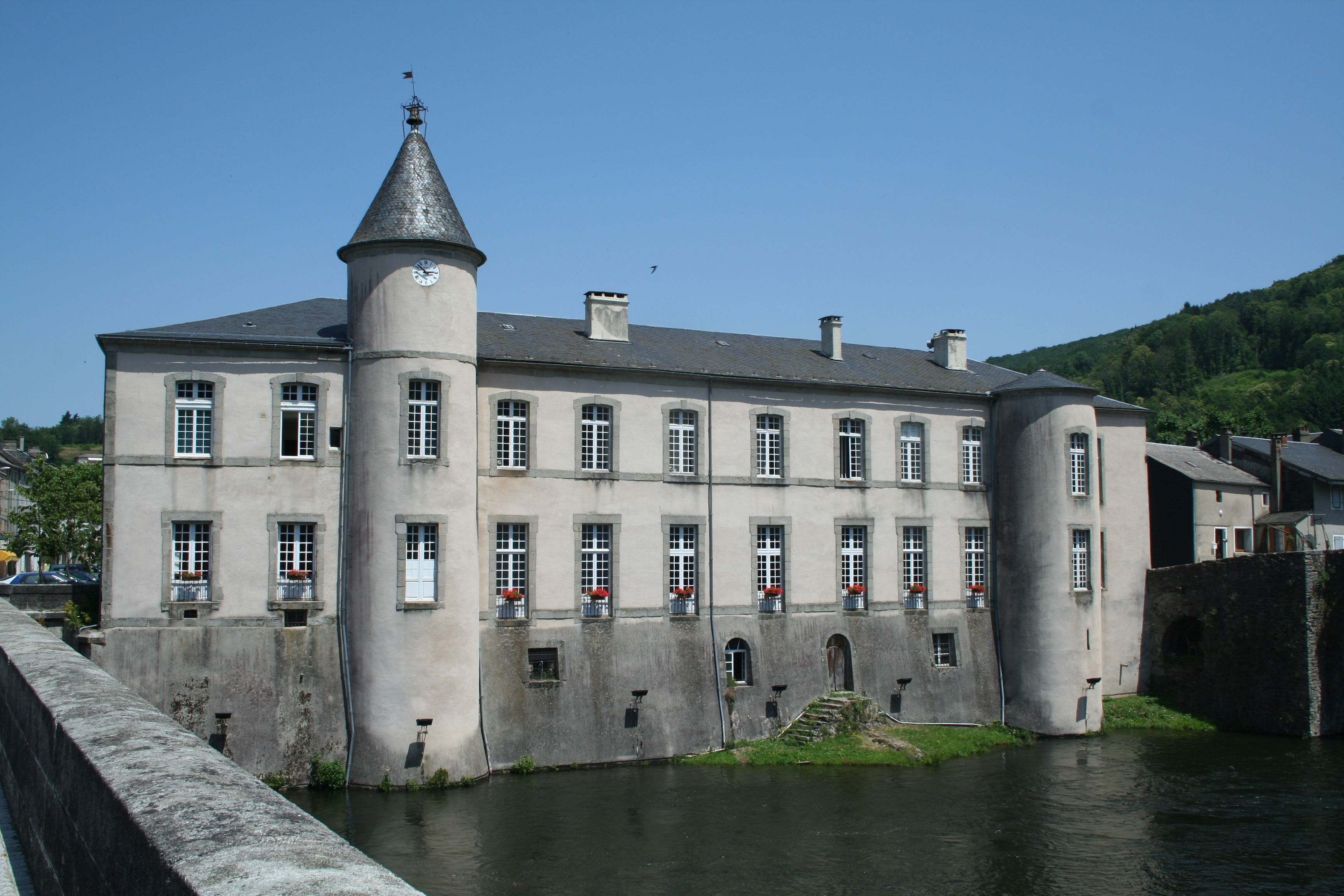
Château (rive droite) - mairie.
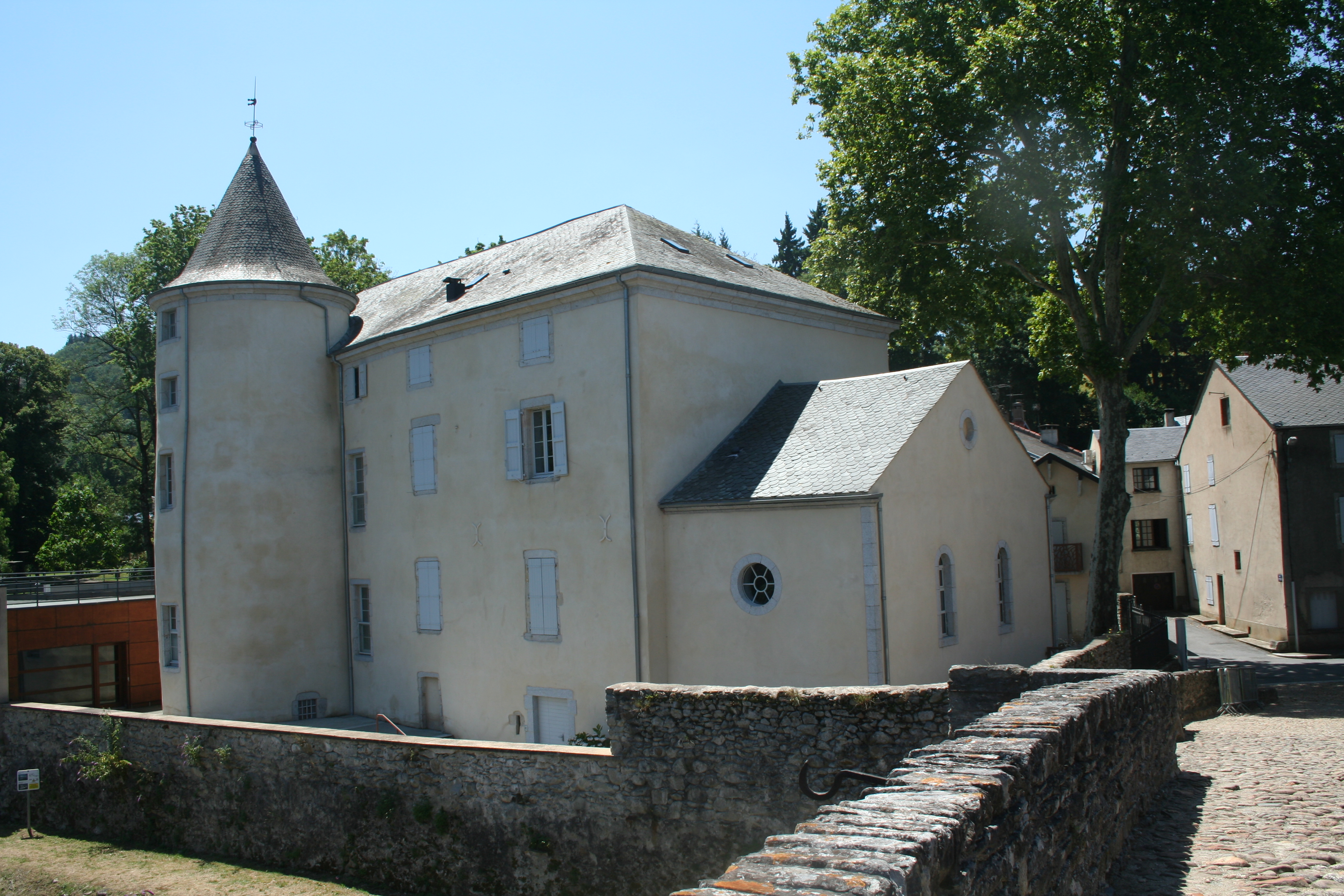
Château (rive gauche).
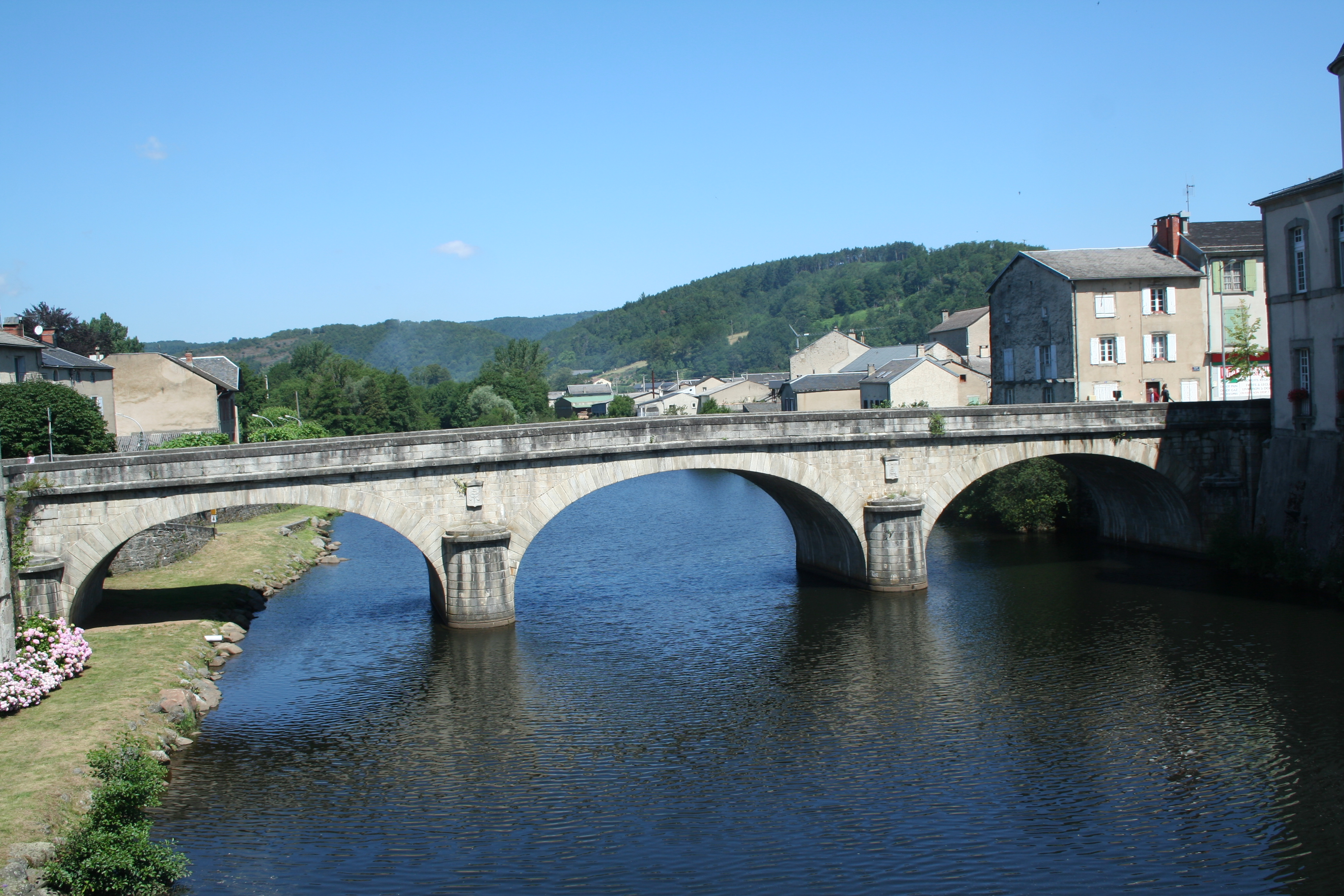
Pont neuf et Agout.
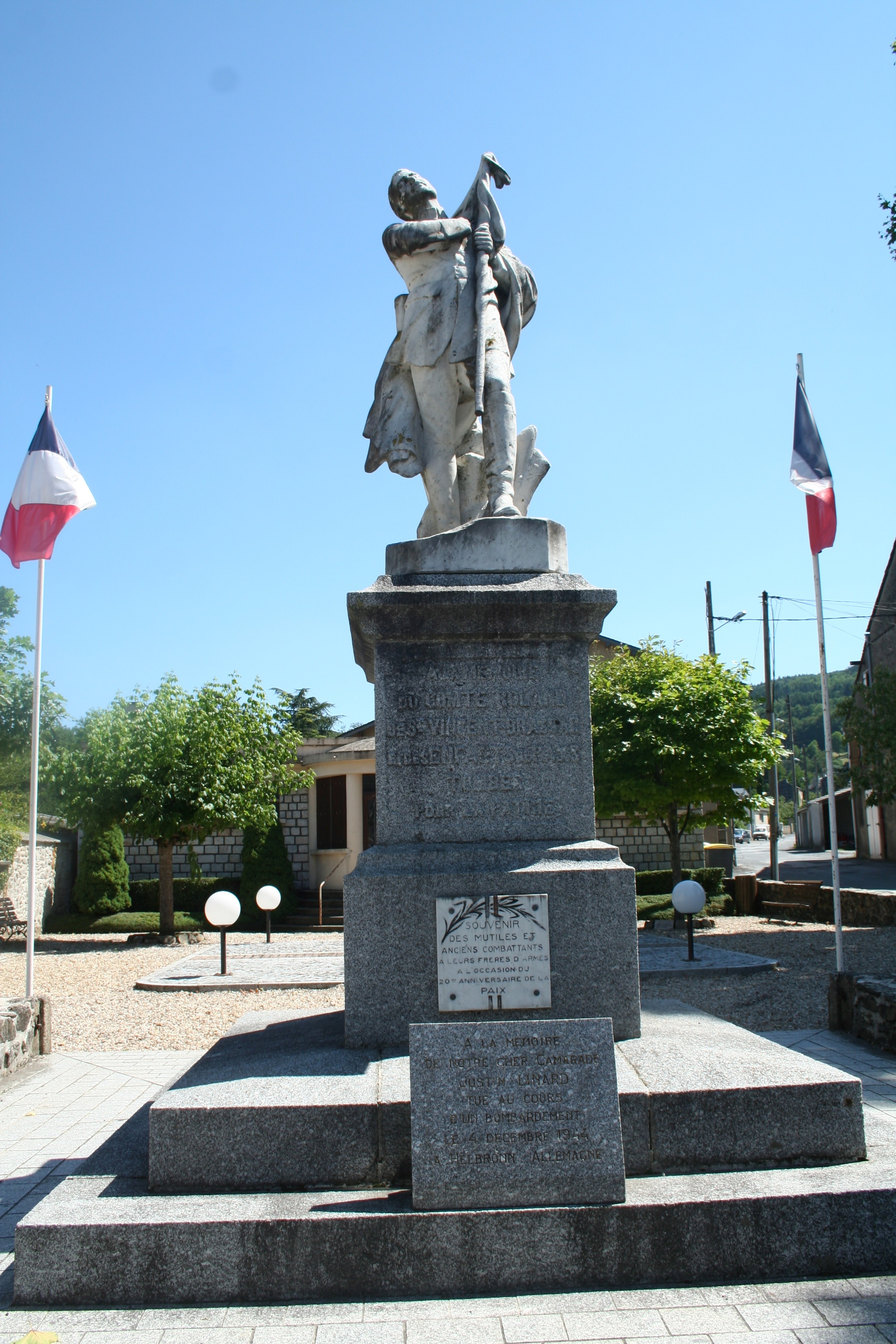
Monument aux morts

### Personnalités liées à la commune
- Louis Cavaillès, né le 23 mars 1901 à Castelnau-de-Brassac, qui fréquenta l'école primaire de Brassac, de 1907 à 1912 (d'une famille protestante, il n'était pas admis à l'école catholique de son village), et qui deviendra le mécanicien de Jean Mermoz[52].
- De 1971 à 1974, la paroisse de Brassac eut pour curé l’abbé Bernard Panafieu (1931-2017) qui fut nommé évêque d’Annecy, puis d’Aix-en-Provence et enfin de Marseille. Le pape Jean-Paul II le fit cardinal en 2003.

## Vie pratique

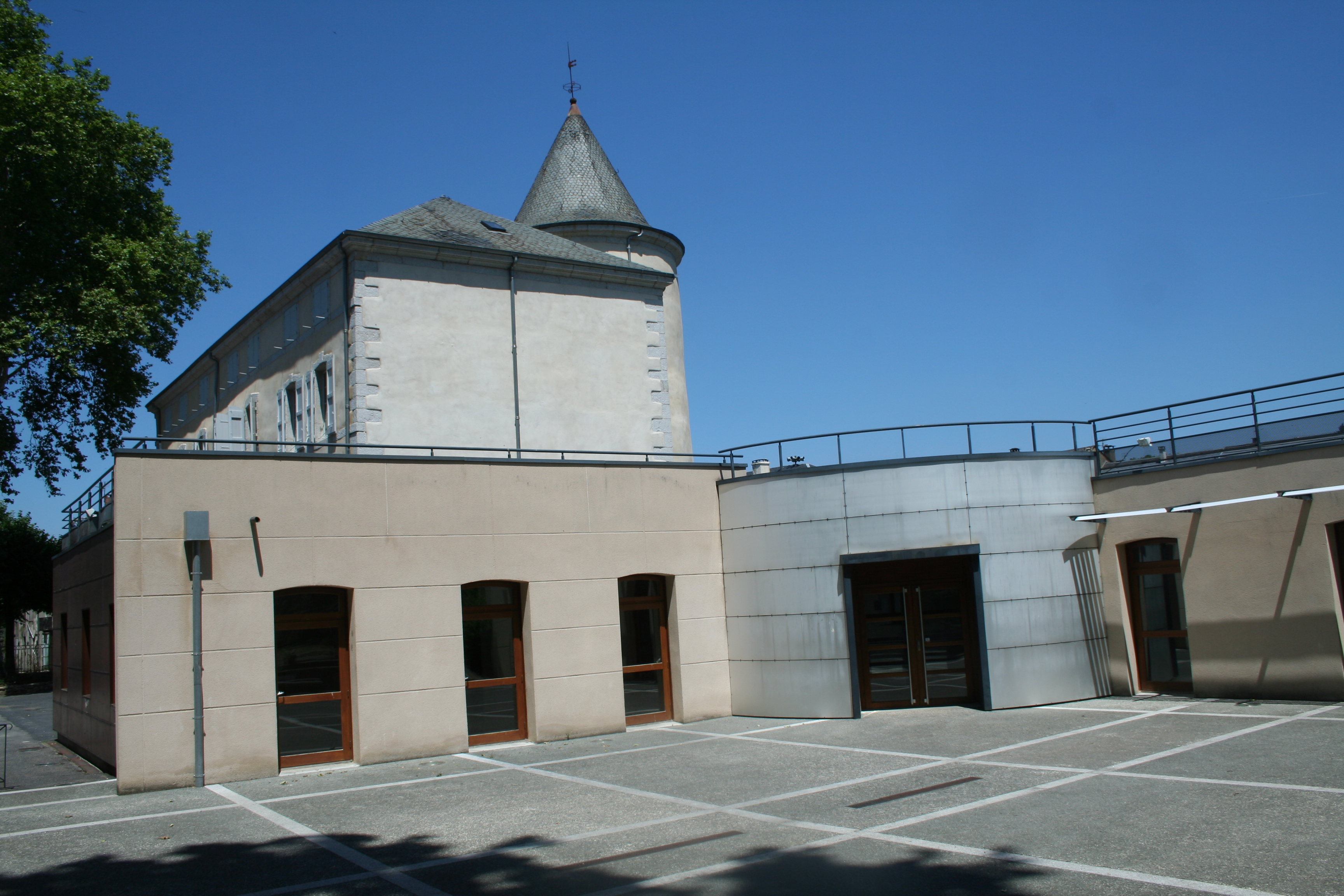
Ludothèque de Brassac.

### Enseignement
Ecole maternelle et primaire publique Louis Cavaillès
Ecole maternelle et primaire privée Présentation Notre-Dame 
Collège public La Catalanié

### Activités sportives. Spéléologie (Section Spéléo des Cadets de Brassac)
Grotte de la Balme del Pastre (commune de 12360 Mélagues)

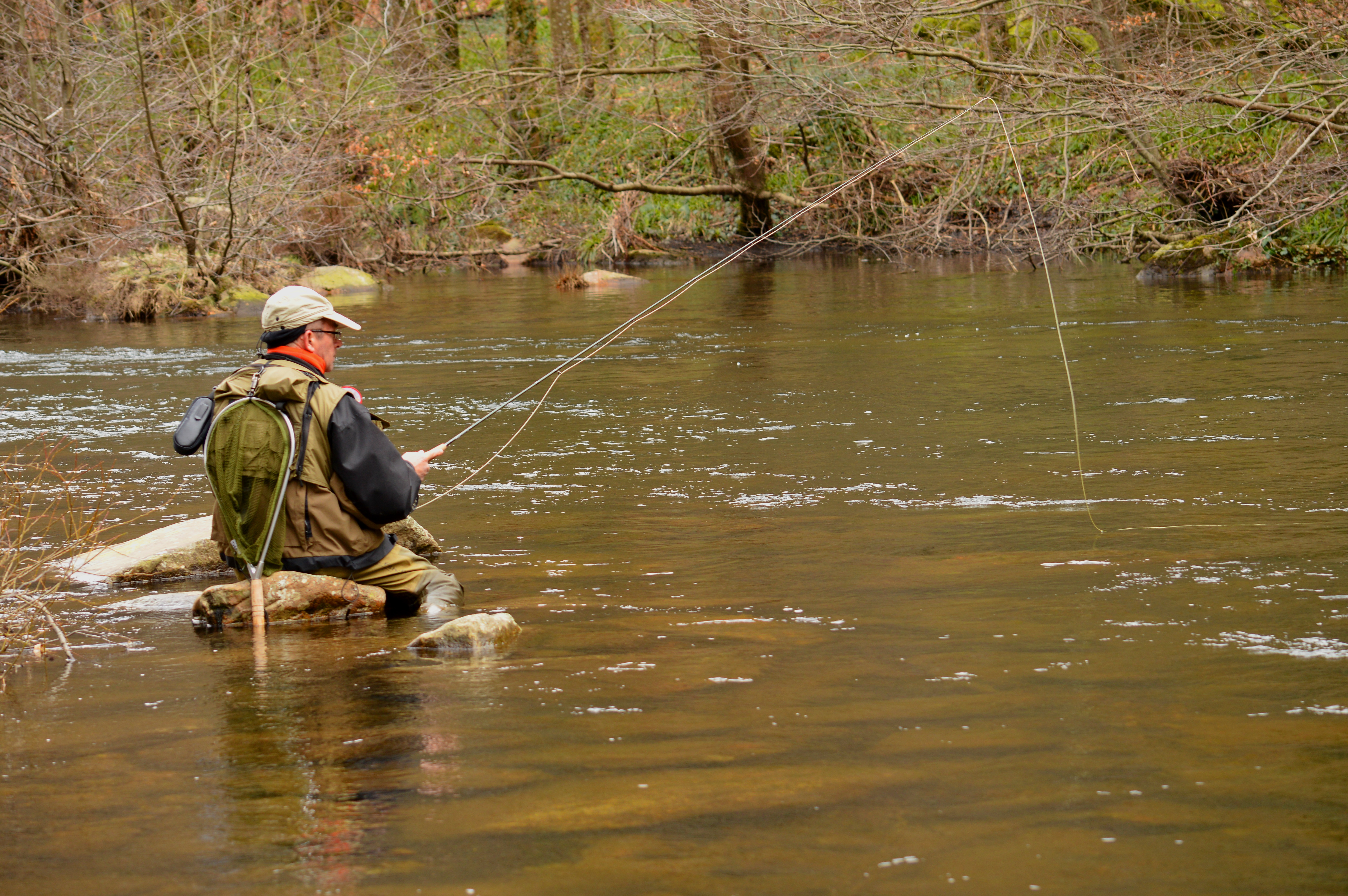
Pêche à la mouche sur l'Agout.